# Sympycnus griseicollis
Sympycnus griseicollis är en tvåvingeart som först beskrevs av Becker 1922.  Sympycnus griseicollis ingår i släktet Sympycnus och familjen styltflugor.
Artens utbredningsområde är Peru. Inga underarter finns listade i Catalogue of Life.